# Оппортюніті
Оппортюніті (англ. Opportunity No. 17) — муніципальний район у Канаді, у провінції Альберта.

## Населення
За даними перепису 2016 року, муніципальний район нараховував 3181 жителя, показавши зростання на 3,5%, порівняно з 2011-м роком. Середня густина населення становила 0,1 осіб/км².
З офіційних мов обидвома одночасно володіли 40 жителів, тільки англійською — 3 105, тільки французькою — 5, а 25 — жодною з них. Усього 945 осіб вважали рідною мовою не одну з офіційних, з них 840 — одну з корінних мов, а 5 — українську.
Працездатне населення становило 60,2% усього населення, рівень безробіття — 16,9% (21,4% серед чоловіків та 11,8% серед жінок). 91,9% були найманими працівниками, 5,9% — самозайнятими.
Середній дохід на особу становив $43 187 (медіана $31 728), при цьому для чоловіків — $47 302, а для жінок $38 887 (медіани — $37 248 та $27 648 відповідно).
25,4% мешканців мали закінчену шкільну освіту, не мали закінченої шкільної освіти — 45,8%, 29% мали післяшкільну освіту, з яких 21,4% мали диплом бакалавра, або вищий.
| Статево-вікова структура населення | Статево-вікова структура населення | Статево-вікова структура населення | Статево-вікова структура населення | Статево-вікова структура населення |
| ---------------------------------- | ---------------------------------- | ---------------------------------- | ---------------------------------- | ---------------------------------- |
|                                    |                                    |                                    |                                    |                                    |
| Всього                             | Всього                             | 52,1%47,9%                         |                                    |                                    |
| 0 — 14 років                       | 0 — 14 років                       |                                    | 28,1%                              | 28,1%                              |
| 15 — 64 років                      | 15 — 64 років                      |                                    | 63,3%                              | 63,3%                              |
| 65 і більше                        | 65 і більше                        |                                    | 8,6%                               | 8,6%                               |
| 85 і більше                        | 85 і більше                        |                                    | 0,6%                               | 0,6%                               |
| Середній вік (років)               | Середній вік (років)               | 32,032,4                           | 32,2                               | 32,2                               |
| Медіана (років)                    | Медіана (років)                    | 28,630,6                           | 29,5                               | 29,5                               |
| — чоловіки — жінки                 |                                    |                                    |                                    |                                    |

| Походження мешканців:     | Походження мешканців:     | Походження мешканців: | Походження мешканців: | Походження мешканців: |
| ------------------------- | ------------------------- | --------------------- | --------------------- | --------------------- |
| Походження                |                           |                       | осіб                  | %                     |
| Корінні американці        | Корінні американці        |                       | 2 440                 | 78.21%                |
| Інше північноамериканське | Інше північноамериканське |                       | 430                   | 13.78%                |
| Європейське               | Європейське               |                       | 800                   | 25.64%                |
| британське                | британське                |                       | 370                   | 11.86%                |
| французьке                | французьке                |                       | 305                   | 9.78%                 |
| українське                | українське                |                       | 60                    | 1.92%                 |
| Карибське                 | Карибське                 |                       | 20                    | 0.64%                 |
| Латинськоамериканське     | Латинськоамериканське     |                       | 15                    | 0.48%                 |
| Африканське               | Африканське               |                       | 35                    | 1.12%                 |
| Азійське                  | Азійське                  |                       | 110                   | 3.53%                 |

| Зайнятість населення за галузями (за класифікацією NOC): | Зайнятість населення за галузями (за класифікацією NOC): | Зайнятість населення за галузями (за класифікацією NOC): | Зайнятість населення за галузями (за класифікацією NOC): | Зайнятість населення за галузями (за класифікацією NOC): |
| -------------------------------------------------------- | -------------------------------------------------------- | -------------------------------------------------------- | -------------------------------------------------------- | -------------------------------------------------------- |
|                                                          |                                                          |                                                          |                                                          |                                                          |
| Управління                                               | Управління                                               |                                                          | 7,9%                                                     | 7,9%                                                     |
| Бізнес, фінанси та адміністрування                       | Бізнес, фінанси та адміністрування                       |                                                          | 16,9%                                                    | 16,9%                                                    |
| Природничі та прикладні науки                            | Природничі та прикладні науки                            |                                                          | 1,5%                                                     | 1,5%                                                     |
| Охорона здоров'я                                         | Охорона здоров'я                                         |                                                          | 1,9%                                                     | 1,9%                                                     |
| Освіта, правозахист, муніципальні та урядові служби      | Освіта, правозахист, муніципальні та урядові служби      |                                                          | 17,7%                                                    | 17,7%                                                    |
| Мистецтво, культура, відпочинок та спорт                 | Мистецтво, культура, відпочинок та спорт                 |                                                          | 2,6%                                                     | 2,6%                                                     |
| Роздрібна торгівля та послуги                            | Роздрібна торгівля та послуги                            |                                                          | 15,4%                                                    | 15,4%                                                    |
| Гуртова торгівля, транспорт та обладнання                | Гуртова торгівля, транспорт та обладнання                |                                                          | 22,9%                                                    | 22,9%                                                    |
| Природні ресурси, сільське господарство                  | Природні ресурси, сільське господарство                  |                                                          | 8,3%                                                     | 8,3%                                                     |
| Виробництво                                              | Виробництво                                              |                                                          | 5,3%                                                     | 5,3%                                                     |

## Населені пункти
До складу муніципального району входять лише хутори, інші малі населені пункти та розосереджені поселення.

## Клімат
Середня річна температура становить 1,1°C, середня максимальна – 20,7°C, а середня мінімальна – -22,9°C. Середня річна кількість опадів – 469 мм.
| Клімат поселення                              | Клімат поселення | Клімат поселення | Клімат поселення | Клімат поселення | Клімат поселення | Клімат поселення | Клімат поселення | Клімат поселення | Клімат поселення | Клімат поселення | Клімат поселення | Клімат поселення | Клімат поселення |
| Показник                                      | Січ.             | Лют.             | Бер.             | Квіт.            | Трав.            | Черв.            | Лип.             | Серп.            | Вер.             | Жовт.            | Лист.            | Груд.            |                  |
| Середній максимум, °C                         | −10,19           | −6,43            | −0,51            | 8,71             | 15,53            | 20,11            | 20,71            | 19,72            | 14,18            | 8,52             | −1,52            | −8,56            |                  |
| Середня температура, °C                       | −16,53           | −12,77           | −6,84            | 2,37             | 9,18             | 13,79            | 15,94            | 14,96            | 9,41             | 3,76             | −6,3             | −13,32           |                  |
| Середній мінімум, °C                          | −22,87           | −19,1            | −13,18           | −3,95            | 2,84             | 7,45             | 11,18            | 10,20            | 4,64             | −1,03            | −11,06           | −18,08           |                  |
| Норма опадів, мм                              | 23               | 18               | 17               | 26               | 47               | 74               | 95               | 62               | 40               | 25               | 21               | 21               |                  |
| Середньомісячна швидкість вітру, м/с          | 3.00             | 2.90             | 3.20             | 3.36             | 3.40             | 3.00             | 2.80             | 2.80             | 3.00             | 3.33             | 3.10             | 3.00             |                  |
| Середньомісячна сонячна радіація, кДж/м²·день | 2685             | 5985             | 11336            | 16910            | 20549            | 21929            | 21504            | 17541            | 11471            | 6354             | 2950             | 1825             |                  |
| --------------------------------------------- | ---------------- | ---------------- | ---------------- | ---------------- | ---------------- | ---------------- | ---------------- | ---------------- | ---------------- | ---------------- | ---------------- | ---------------- | ---------------- |
| Джерело:                                      |                  |                  |                  |                  |                  |                  |                  |                  |                  |                  |                  |                  |                  |